# Cerberus Valley
Das Cerberus Valley gehört zu den Antarktischen Trockentälern im ostantarktischen Viktorialand. In der Olympus Range liegt es zwischen Mount Cerberus und dem Eurus Ridge. Nach Norden öffnet es sich zum Victoria Valley.
Das Advisory Committee on Antarctic Names benannte das Tal im Jahr 2004 in Anlehnung an die Benennung des Mount Cerberus. Dessen Namensgeber ist der dreiköpfige Hund Cerberus aus der griechischen Mythologie.